# Haworthiopsis attenuata
Haworthiopsis attenuata, coneguda abans com Haworthia attenuata, és una de les espècies de Haworthiopsis de cultiu més freqüent com a planta d'interior.

## Descripció

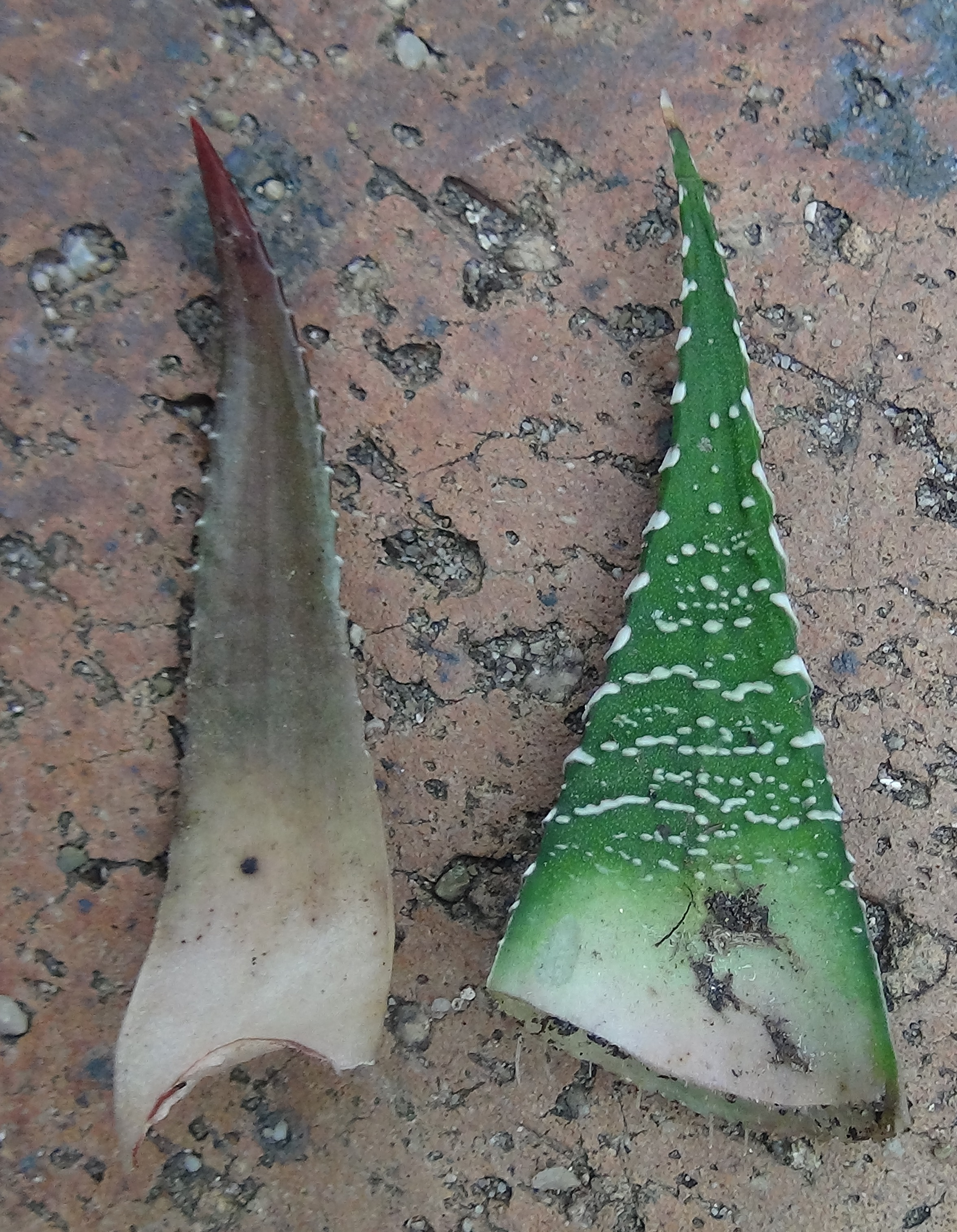
Una comparació de les cares externes de les fulles de H. fasciata (esquerra) i H. attenuata (dreta), que mostren la cara externa tuberculosa distintiva de H. attenuata.

Haworthiopsis attenuata és una suculenta de baixa alçada (6-13 cm, ocasionalment 25cm) i creixement lent. Forma una roseta basal, pràcticament acaule, d'uns 6 a 12 cm de diàmetre que emet fillols des de la base on arriba a formar densos grups. Les fulles són de color verd fosc, còncaves i primes. La superfície de les fulles és rugosa. Estan cobertes per un característic disseny de protuberàncies blanques (tubercles) en forma de banda, normalment horitzontals a la cara externa i transversals en la interna. Tanmateix, és una espècie polimorfa, de manera que hi ha diferències entre les varietats en el patró dels tubercles i el color de la fulla, fins i tot entre plantes joves i adultes.
La inflorescència sorgeix, com a la resta del gènere, sobre una tija d'uns 30 cm, amb les petites flors blanc verdoses sobre l'extrem final. Són tubulars i amb tèpals revoluts.
Tendeix a crear múltiples fillols els quals són la forma més comuna de multiplicació, tot i que produeix llavors viables. Aquestes plantes prefereixen l'ombra o semiombra, i el seu reg, igual que el seu cultiu, és el d'una suculenta, és a dir cal esperar que el substrat estigui sec per regar (15 dies aproximadament) i l'excés d'aigua és perjudicial per a la planta.
S'acostuma confondre amb el més rar Haworthiopsis fasciata, a què s'assembla molt. Tanmateix, Haworthiopsis attenuata es pot distingir fàcilment pels seus tubercles blancs, que es troben en ambdues cares de les seves fulles (H. fasciata té tubercles només al revers, amb una superfície superior llisa de les seves fulles). Una distinció fonamental és que les fulles de Haworthiopsis attenuata no són fibroses. A més, les fulles de H. attenuata són sovint (encara que no sempre) més llargues, més primes i més esteses.

Imatges d'individus de l'espècie
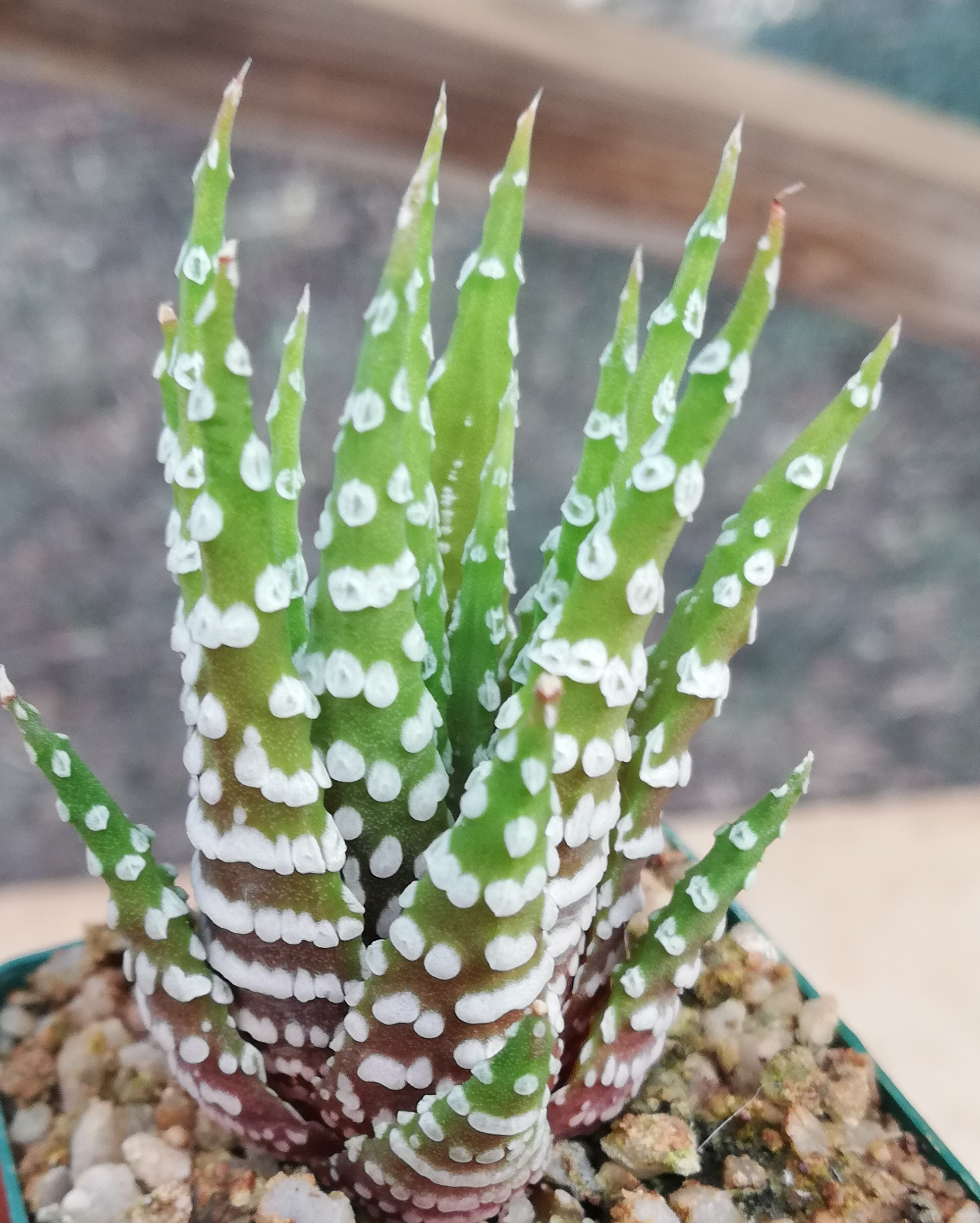
Exemplar jove d'Haworthiopsis attenuata, cultivar «bones»
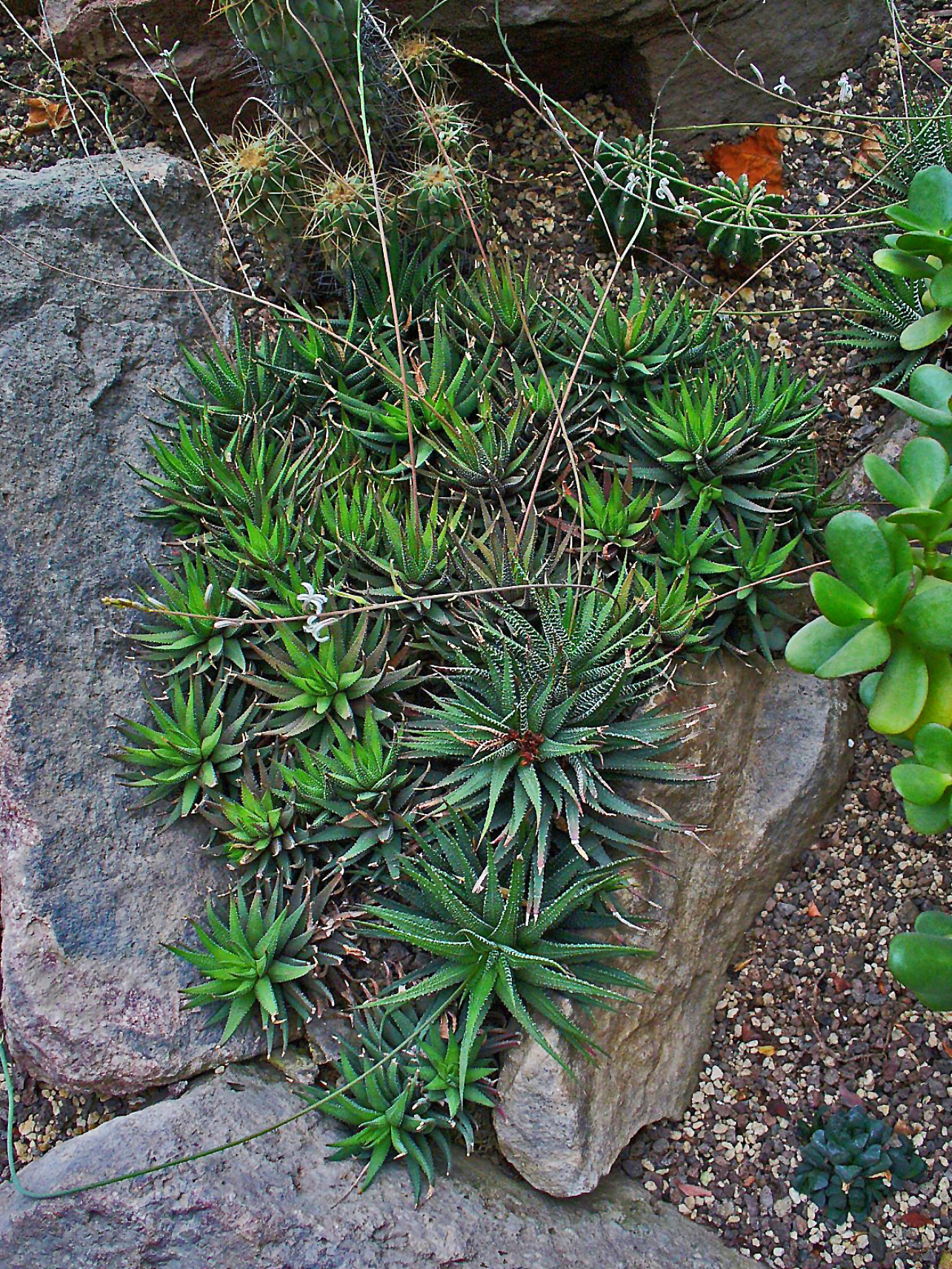
H. attenuata amb llargues i primes escàpules florals
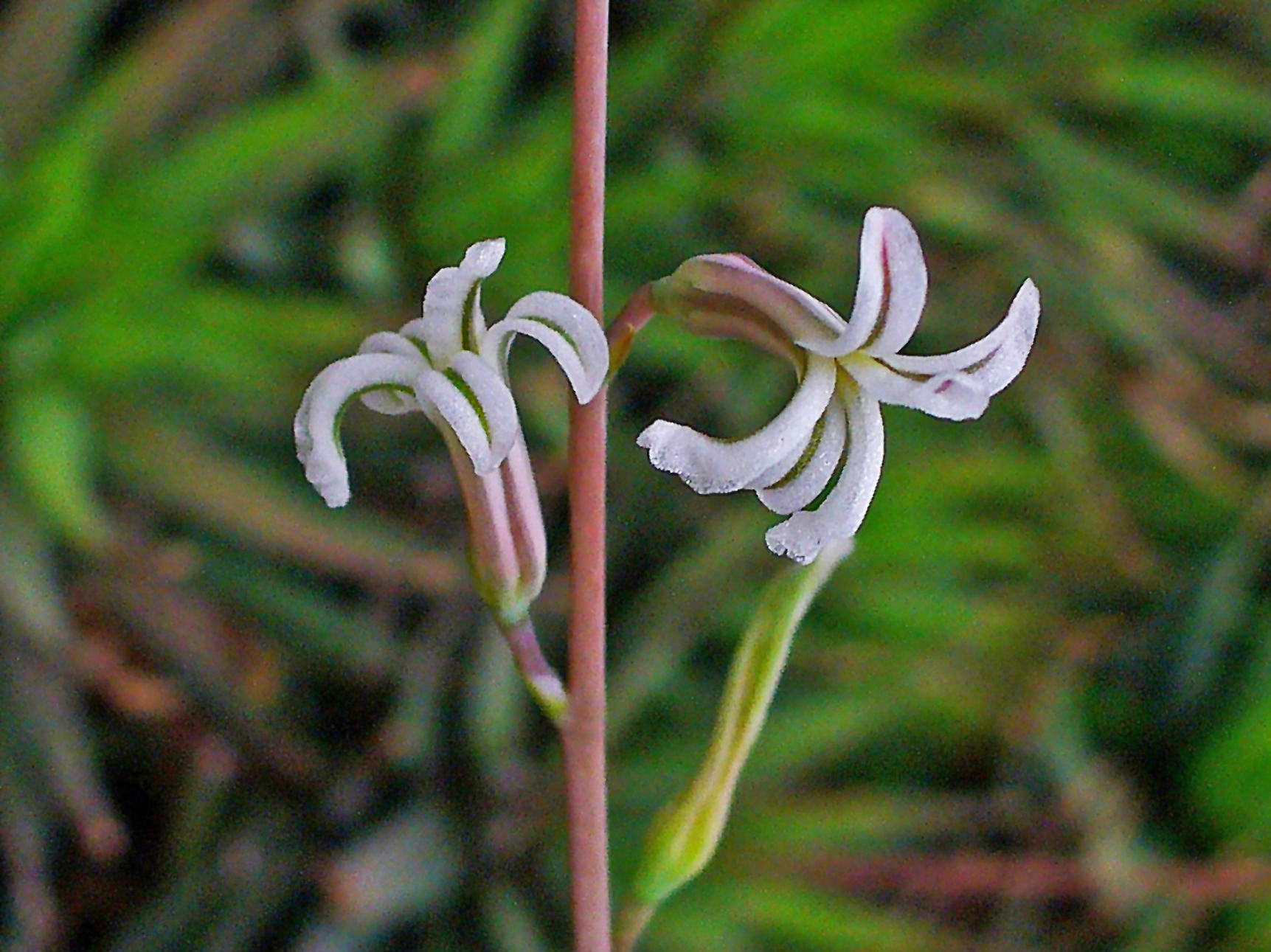
Flor amb el típic corbat dels tèpals cap enrere (cultivar híbrid)
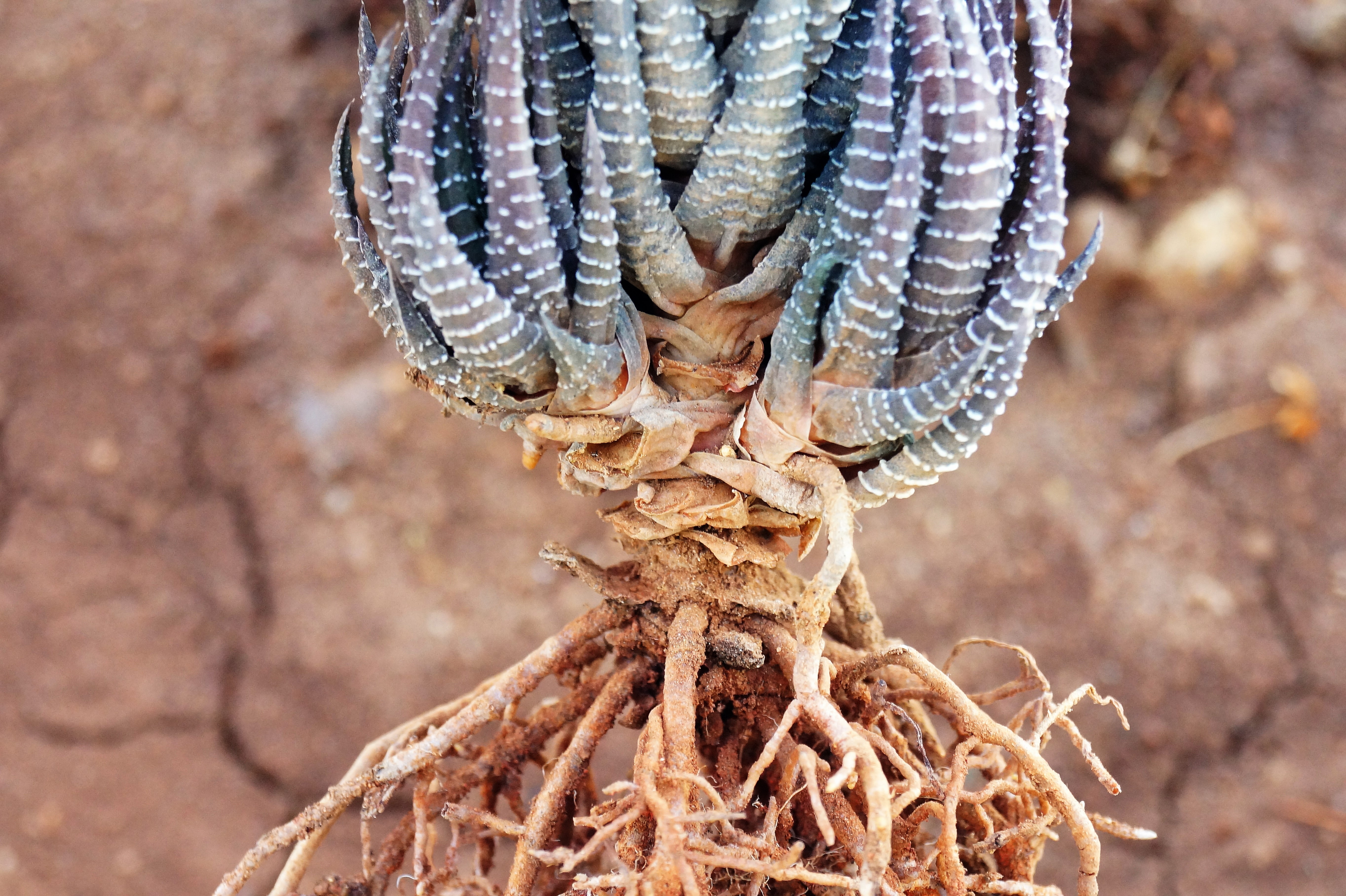
Formació de fillols a nivell del sistema radical

## Distribució i hàbitat
Haworthiopsis attenuata està estesa a la província del Cap Oriental de Sud-àfrica. Concretament la seva àrea de creixement va des de Hankey a l'oest fins a Fish River a l'est.
En el seu hàbitat, aquesta espècie creix sovint sota els arbustos, cercant una mica d'ombra del sol ferotge a la comunitat de matollars Bushveld i Karroid secs.

## Taxonomia
La primera descripció d'Adrian Hardy Haworth com Aloe attenuata es va publicar el 1804. El 1812 va situar l'espècie al gènere Haworthia. I el 2013 va situar l'espècie al nou gènere Haworthiopsis per Gordon Rowley
Etimologia
Haworthiopsis: La terminació -opsis deriva del grec ὀψις (opsis), que significa 'aparença', 'semblant' per la qual cosa, Haworthiopsis significa "com a Haworthia", i que honora al botànic britànic Adrian Hardy Haworth (1767-1833).
attenuata : epítet llatí que significa "atenuat, minso".
Varietats acceptades
- Haworthiopsis attenuata var. attenuata. Varietat tipus.[12]
- Haworthiopsis attenuata var. glabrata[13]
- Haworthiopsis attenuata var. radula.[14] Es diferencia de l'espècie al tenir les fulles més llargues i primes, i tubercles més petits i nombrosos. Es localitza només en una àrea petita del Cap Oriental.[15]

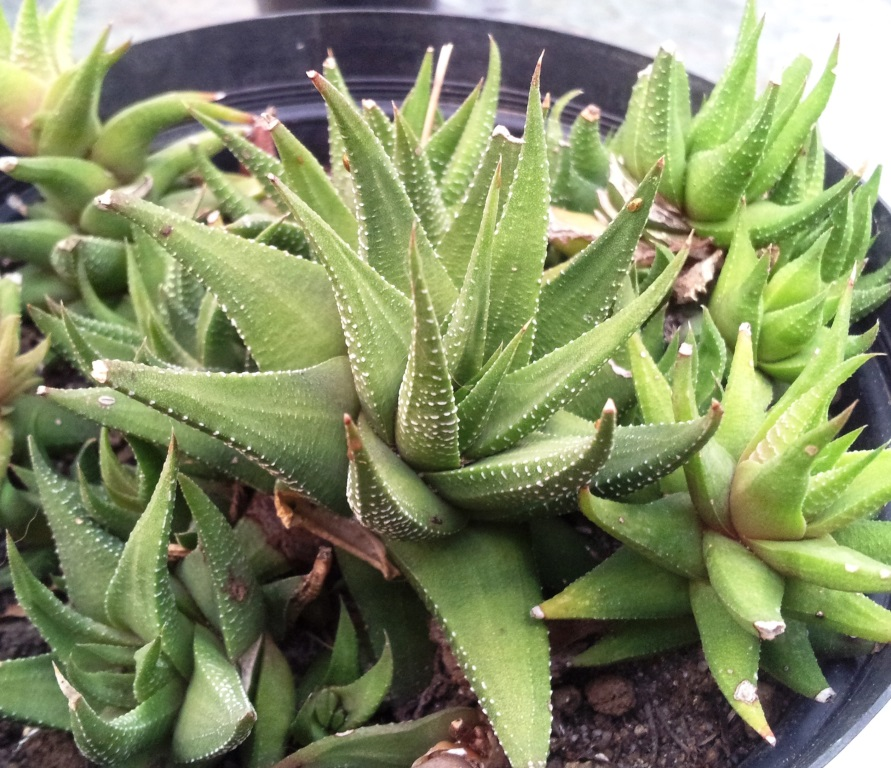
H. attenuata var. Glabrata
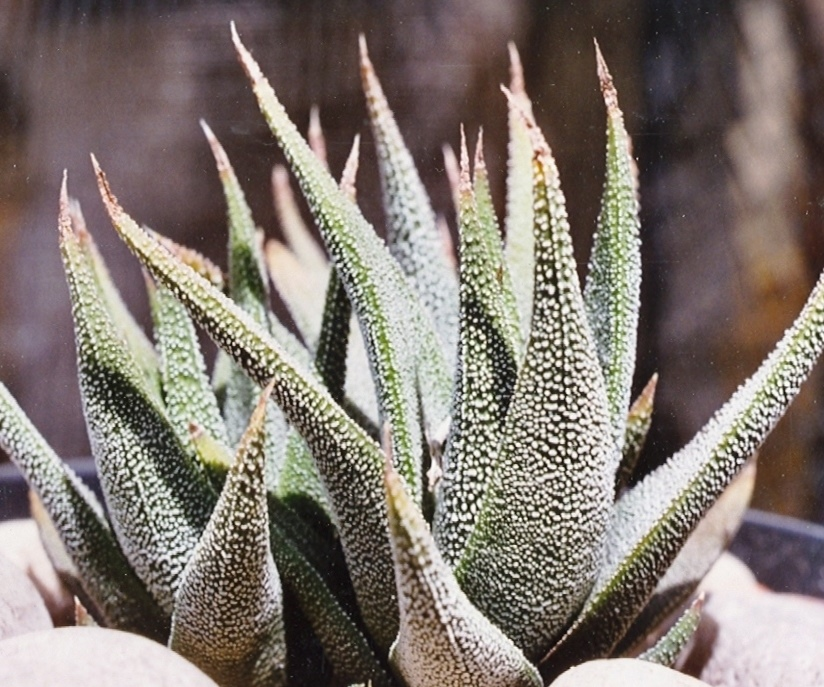
H. attenuata var. radula

Sinonímia
- Aloe attenuata Haw. (Basiònim, sinònim reemplaçat)
- Apicra attenuata (Haw.) Willd.
- Catevala attenuata (Haw.) Kuntze
- Haworthia pumila subsp. attenuata (Haw.) Halda[16]